# Bluek Arab
Bluek Arab is een bestuurslaag in het regentschap Pidie van de provincie Atjeh, Indonesië. Bluek Arab telt 160 inwoners (volkstelling 2010).